# Matthew Michael Carnahan
Matthew Michael Carnahan é um roteirista americano que escreveu os longas-metragem O Reino e Lions for Lambs ambos de 2007, State of Play de 2009. Em 2009 foi confirmado como escritor em World War Z.